# نشانه موبیوس
نشانهٔ موبیوس (به انگلیسی: Möbius sign) یک علامت کلینیکی است که در آن چشم‌ها قادر به حفظ هم‌گرایی (تقارب) نیستند. این یافته بیشتر در بیماری گریوز دیده می‌شود.
این نشانهٔ، نام خود را از پاول یولیوس موبیوس می‌گیرد.